# Gérard van Heur
G.M.M.J. (Gérard) van Heur (Roggel, 24 maart 1924 - Echt, 15 december 2019) was een Nederlands politicus van de KVP en later het CDA.
Van Heur studeerde rechten aan de Katholieke Universiteit Nijmegen. Na zijn afstuderen werd hij benoemd als hoofdcommies bij de gemeente Haaksbergen. In 1958 werd hij benoemd tot gemeentesecretaris van Horst. In juni 1966 volgde zijn benoeming tot burgemeester van de gemeenten Posterholt en Sint Odiliënberg. Hij vervulde deze functies tot 1987.
Van Heur overleed in 2019 op 95-jarige leeftijd.